# 静岡市立賤機中小学校
静岡市立賤機中小学校（しずおかしりつ しずはたなかしょうがっこう）は、静岡県静岡市葵区牛妻にある公立小学校。

## 沿革
- 1874年（明治7年）5月22日 - 「養道舎」を設立（安倍郡門屋村宝寿院）創立[1]。
- 1882年（明治15年）7月 - 現在地に校舎新築[1]。
- 1886年（明治19年）7月31日 - 安倍郡第二学区尋常小学校分校として正式に学校発足[1]。
- 1925年（大正14年）4月1日 - 安倍郡賤機村立賤機中尋常小学校に改名[1]。
- 1932年（昭和7年）4月1日 - 賤機村の静岡市編入に伴い、静岡市立賤機中尋常小学校と改称。
- 1941年（昭和16年）4月1日 - 静岡市賤機中国民学校に改称。
- 1947年（昭和22年）4月 - 静岡市立賤機中小学校と改称。
- 1975年（昭和50年）3月5日 - 開校100周年記念式、体育館竣工式。

## 通学区域
葵区

| - 牛妻 | - 門屋 |

## アクセス
- しずてつジャストライン安倍線 「賤機中小学校前」停留所から、徒歩2分